# پیکو دو فوگو
پیکو دو فوگو (انگلیسی: Pico do Fogo) بلندترین کوه کشور دماغه سبز است.
این کوه که در فوگو قرار دارد دارای ۲۸۲۹ متر ارتفاع است و از نوع آتشفشان چینه‌ای می‌باشد، آخرین فوران این آتشفان نوامبر ۲۰۱۴ تا فوریه ۲۰۱۵ بوده است.

## نگارخانه

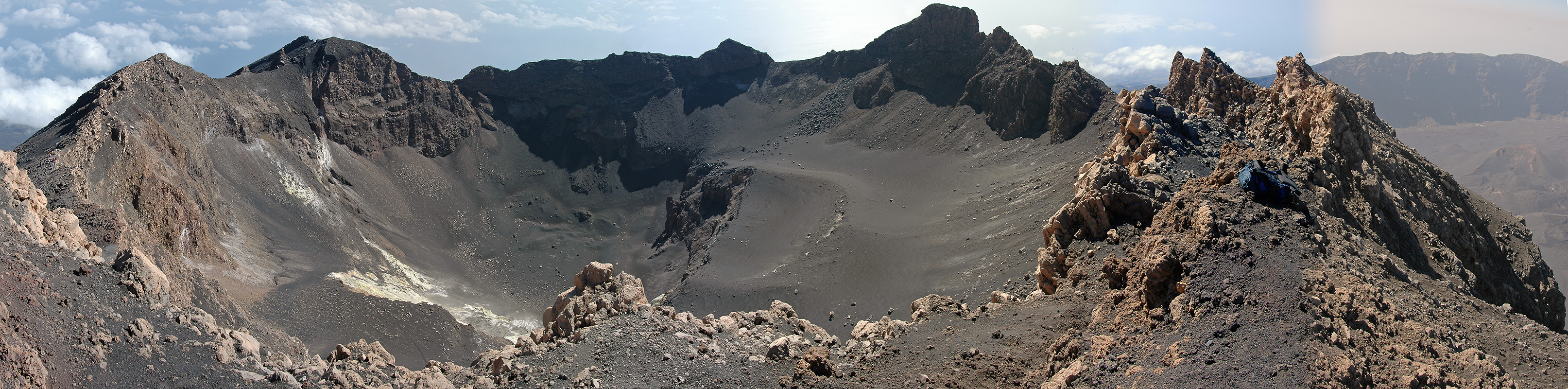
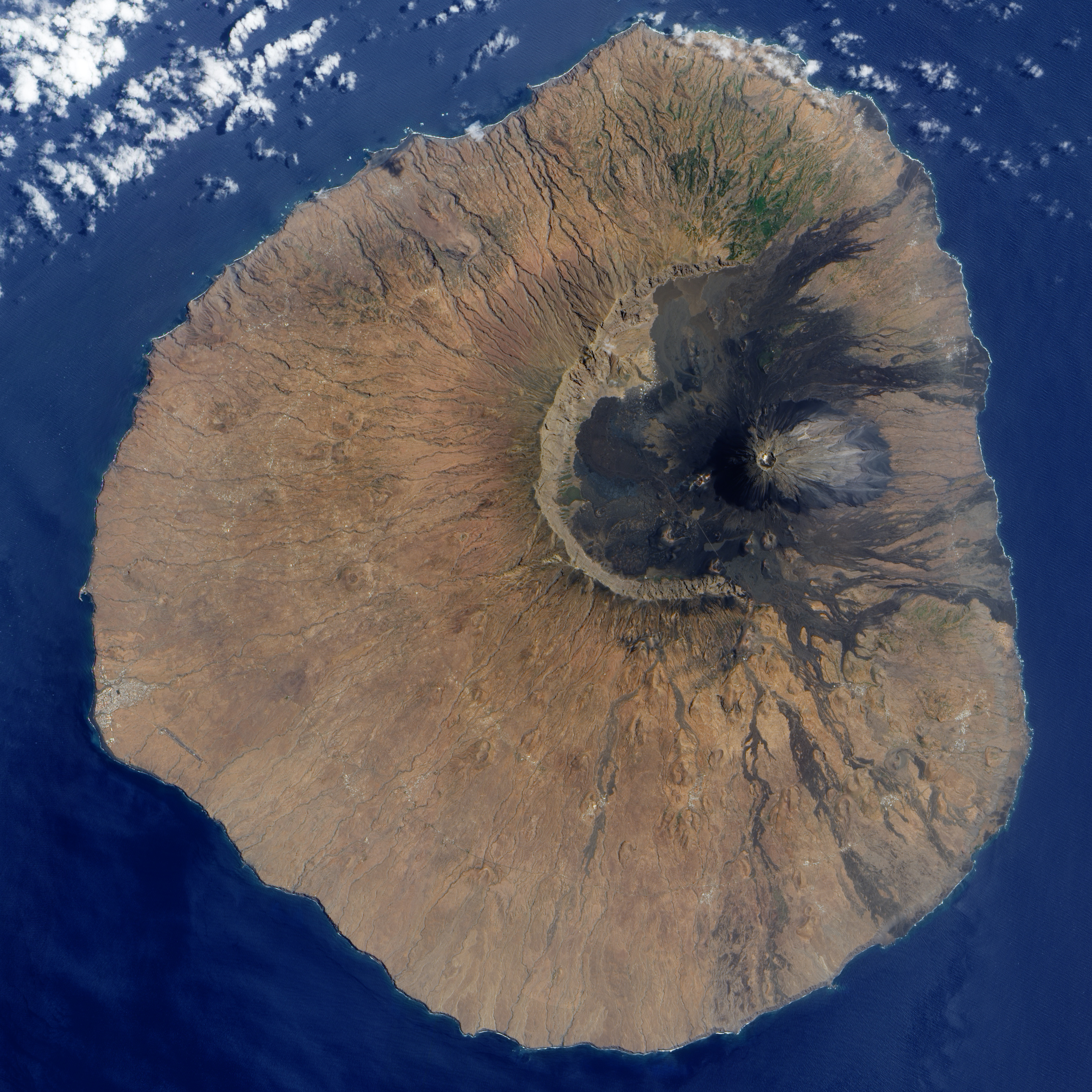
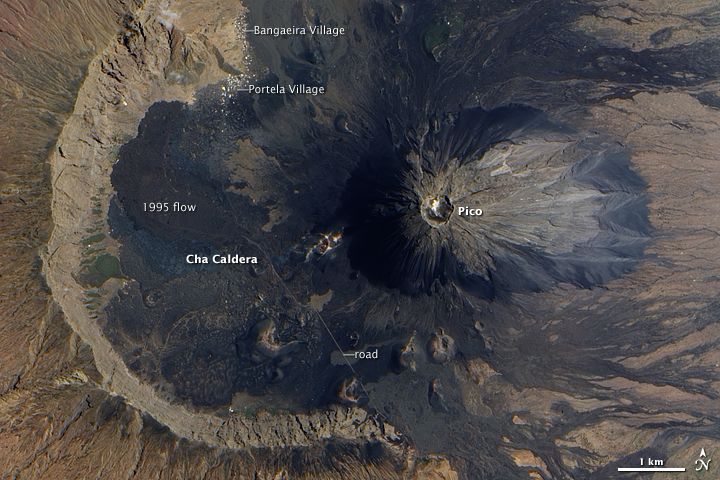